# Bourgneuf, Charente-Maritime
Bourgneuf là một xã trong tỉnh Charente-Maritime tổng La Jarrie of the Charente-Maritime in the trong vùng Nouvelle-Aquitaine, tây nam nước Pháp. Xã Bourgneuf, Charente-Maritime nằm ở khu vực có độ cao trung bình 35 mét trên mực nước biển.
Tướng Adolphe Guillaumat sinh ra ở Bourgneuf.

## Lịch sử biến động dân số
| Năm  | Dân số | Mật độ  | Phần trăm của tổng |
| ---- | ------ | ------- | ------------------ |
| 1962 | 285    | -       | -                  |
| 1968 | 313    | -       | -                  |
| 1975 | 404    | -       | -                  |
| 1982 | 841    | -       | -                  |
| 1990 | 1.044  | -       | -                  |
| 1999 | 1.041  | 388/km² | 5.61%              |